# 冀韭
冀韭（学名：Allium chiwui）为石蒜科葱属的植物，是中国的特有植物。分布在中国大陆的河北省等地，生长于海拔2,100米至2,500米的地区，常生于草坡，目前已由人工引种栽培。

## 扩展阅读
- 維基物種上的相關：冀韭